# 리건 풀
리건 레슬리 풀(Regan Leslie Poole, 1998년 6월 18일 ~ )는 웨일즈의 축구 선수로, 현 소속팀은 밀턴킨스 던스이다.